# 142a Brigada Mixta (Exèrcit Popular de la República)
La 142a Brigada Mixta va ser una unitat de l'Exèrcit Popular de la República creada durant la Guerra Civil Espanyola. Participà en els combats dels fronts d'Aragó, Segre, Ebre i Catalunya.

## Historial
La unitat va ser creada a Catalunya entre els mesos de maig i juny de 1937. En un primer moment el comandament de la unitat va recaure en el tinent coronel d'infanteria José García-Miranda Esteban que era capità retirar en inciar-se la Guerra Civil. Ja havia estat jefe del 1r. Regiment de la 3a Divisió de l'Exèrcit Popular de Catalunya i durant un temps jefe de la 87 Brigada Mixta.
La unitat s'havia pensat inicialment com una brigada basco-pirenaica ja que incorporava un batalló basc evacuat del front del nord en perdre's Bilbao, a la vegada que també incorporava la "Columna Pi-Sunyer" i el "Batalló de la Mort" composta per anarquistes italians reclutats entre els assistents a Barcelona que havien vingut a veure l'Olímpiada Popular. Posteriorment els batallons passarien a numerar-se com a batallons 565, 566, 567 i 568. La instrucció de la brigada es va dur a terme a la ciutat de Casp i tot i que no estava a punt, alguns dels seus batallons van arribar a participar en la batalla de Belchite de l'Agost de 1937.
Front d'Aragó
L'octubre de 1937 el jefe de la brigada era el major de milícies Celestino Uriarte Bedia, antic jefe del batalló basc. En un assalt a l'ermita de Santa Quitèria, al front d'Aragó, concretament tocant d'Osca, el "Batalló de la Mort" va ser gairebé destruït. Els seus efectius van ser incorporats a la 32a Divisió de l'XI Cos d'Exèrcit Republicà. Durant l'esfondrament del front d'Aragó del març de 1938 la 142a brigada va combatre intentant aturar l'ofensiva nacional a la localitat de Quinto, a l'altra banda del riu Ebre, però va ser superada i en la retirada va arribar fins a Bujaraloz, que va perdre el 25 de març de 1938 juntament amb d'altres brigades que componien la 32a Divisió, cas de la 137a i la 141a Brigades Mixtes. Va continuar en retirada fins a Candasnos, Fraga i finalment Lleida, la qual també va pedre juntament amb d'altres Divisions i Brigades republicanes que havien arribat per tal d'ajudar a aturar l'ofensiva nacional.
Front del Segre
Va traspassar el riu Segre i es va acabar establint entre els mesos d'abril i maig davant del cap de pont de Balaguer creat pels nacionals. Pels volts del 15 de maig la 142a Brigada Mixta arriba al poble d'Abellà de la conca, proper a la línia del front de Tremp i el dia 16 relleven a la 31a Divisió Republicana a la zona de Comiols i en direcció al poble de Bóixols. El quarter general de la 142a Brigada es va establir a Abellà de la Conca mentre que els seus Batallons es trobaven distribuïts de la següent manera: El Batalló 565 es trobava segurament encara a Artesa de Segre; El Batalló 566 es trobava a la zona de d'Isona-Sant Romà; El Batalló 567 al nord de l'anterior; I el Batalló 568 al davant del poble de la Pessonada. Entre el dia 22 i el dia 31 de maig es produeixen combats molt importants en aquests sector on es veu involucrada la 142a Brigada Mixta per la zona de Sant Corneli i on els seus Batallons no poden avançar tenint una actuació més destacada el 567 Batalló a zona de Sant Corneli. Pels volts del 12 de juny la 142a Brigada relleva a la 135a Brigada Mixta a les posicions de la vall de Carreu fins a la zona sud de Sant Corneli i s'hi queda fins més o menys el 30 de juny. El Batalló 565 davant del poble d'Aramunt; El Batalló 566 es queda a la zona sud de Sant Corneli fins a Basturs; El Batalló 567 a la zona de Carreu, Comelletes i Montagut; I el Batalló 568 es queda de reserva a la zona d'Herba-Sabina i Collada de Dalt. A mitjans de juliol la 141a Brigada Mixta relleva a la 142a Brigada que passa a descansar a la zona de Llordà-Bóixols. El 22 de juliol el Batalló 565 ha de rellevar al Batalló 568 tornant a patir la pressió de l'enemic i nous combats en aquesta zona.
Batalla de l'Ebre
La nit del 24 al 25 de juliol comença la famosa batalla de l'Ebre, i tot i que en un primer moment no fan falta més unitats que recolzin i rellevin a les que estan lluitant, ben aviat es fa necessari desplaçar diferents Batallons de diferents Brigades Mixtes dels fronts del Segre i del Pirineu cap als llocs de l'Ebre on tan acarnissadament s'està lluitant. D'entre moltes altres, i per tal de no deixar descoberts la resta de fronts a Catalunya, en algunes Brigades es fa un sorteig a principis d'agost de 1938 en què s'agafa un Batalló de cada Brigada Mixta, i concretament de la 142a Brigada Mixta li toca al Batalló 568 anar a la batalla de l'Ebre a recolzar en els combats, mentre que els Batallons 565, 566 i 567 resten encara als sectors propers a Tremp. En un primer moment el Batalló 568 es queda a la zona d'Almatret i Maials en període de reorganització des del 10 d'agost fins a principis de setembre de 1938 i queda agregat a la 227a Brigada Mixta de la 42a Divisió Republicana. A mitjans de setembre creua el riu Ebre per Flix i se situa a la zona passiva de la Pobla de Massaluca uns dies per, posteriorment, recolzar a la 45a Divisió Internacional a la zona del Coll del Coso, propera a la carretera que va cap al poble de la Fatarella. El dia 23 de setembre reben un fort bombardeig de l'artilleria i l'aviació franquista que comença a destrossar les posicions republicanes durant diversos dies i on es succeeixen diferents atacs i contraatacs d'infanteria per part dels dos bàndols. El 2 d'octubre comença la 6ª contraofensiva franquista que amb l'ajut de gran massa d'aviació italo-germana produeixen violents atacs a les cotes 361, 332 i 321 que cobreix en part el Batalló 905 de la 227a Brigada Mixta. La resta de Batallons s'allarguen cap al Coll del Coso i el dia 8 d'octubre comencen de nou combats d'una gran violència en aquesta zona. L'endemà 9 d'octubre, i amb el recolzament d'uns 35 tancs i l'aviació que no deixa de bombardejar ni un sol minut, les forces franquistes ocupen definitivament el Coll del Coso i els diferents Batallons, entre els quals el Batalló 568 de la 142a Brigada Mixta, són gairebé aniquilats i fugen en retirada. Hi ha gran quantitat de morts, ferits, presoners i desapareguts per part republicana.
La resta de Batallons de la 142a Brigada Mixta que es trobaven doncs en un front tranquil durant la batalla de l'Ebre, el mes de setembre de 1938 han de rellevar les forces de la 55a Divisió Republicana al sector conformat per la línia Agramunt-Artesa de Segre-Tornabous.
Ofensiva de Catalunya
El desembre de 1938, ja a punt per iniciar-se l'ofensiva contra Catalunya, la 142a Brigada Mixta, ja amb tots els seus Batallons, es trobava cobrint un sector al Noguera Pallaresa quan el dia 23 de desembre va sofrir els embats de la 150a Divisió Nacional. En aquells moments la brigada la dirigia el comandant Lluís Matas Vidal. El 27 de desembre, pressionada fortament, es va retirar de la serra del Cucú i de Sant Salvador de Toló i es va situar a la carretera de Tremp a Isona. El dia 5 de gener la 32a Divisió, a la qual només li quedaven la 137a i la 142a Brigades Mixtes defensava els accessos a Vinaixa i en retirada, el 12 de gener ja es trobava a la serra de Prades. Amb la caiguda de Barcelona el 26 de gener de 1939, la 142a Brigada Mixta va continuar en retirada cap a Puigcerdà i Camprodón, per on el 12 de febrer va passar la frontera amb França.